# Randia grandifolia
Randia grandifolia är en måreväxtart som först beskrevs av John Donnell Smith, och fick sitt nu gällande namn av Paul Carpenter Standley. Randia grandifolia ingår i släktet Randia och familjen måreväxter. Inga underarter finns listade i Catalogue of Life.